# Anjoma Ramartina
Anjoma Ramartina – gmina na Madagaskarze, w regionie Vakinankaratra, w dystrykcie Betafo. W 2001 roku zamieszkana była przez 14 685 osób. Siedzibę administracyjną stanowi miejscowość Anjoma Ramartina.